# وت (غذا)
وت (امهری: ወጥ؛ IPA: [wətʼ]) یا سِبهی (تیگرینیا: ጸብሒ، IPA: [sʼɐbħi]) نام یک نوعی خورش یا کاری است که متعلق به کشورهای اتیوپی و اریتره است.
این غذا با گوشت (مرغ، گاو یا گوسفند)، انواع سبزی و همچنین ادویه‌جات گوناگون تهیه می‌شود. ادویه‌های بکار رفته معمولاً عبارتند از «بـِربـِره» (مخلوطی از فلفل تند، سیر، زنجبیل، ریحان، کوراریما، راتا گراوانز، زنیان، رادهونی، سیاه‌دانه و شنبلیله) و روغن «نیتِـر کیبه» (مخلوطی از کَرهٔ مایعِ صاف‌شده و شفاف، شنبلیله، زیره سبز، گشنیز، زردچوبه، هل، دارچین و جوز هندی)
این غذا بیشتر با نانِ «اینجرا» سرو می‌شود و انواع متفاوتی دارد.
یک نوع آن که تخم‌مرغ آب‌پز هم دارد «دورو وت» نام دارد و مشهورترین غذای سنتی کشور اتیوپی است. «دورو وت» امروزه در رستوران‌های اتیوپیایی ایالات متحده آمریکا هم سرو می‌شود و غذای محبوبی است.
میسیر وت نوعی خورش عدس است؛ مواد اصلی آن شامل عدس قرمز خرد شده، سیر، پیاز و ادویه‌جات است. این یک غذای محبوب وگان است و در ایام روزه‌داری مسیحیان ارتدکس مصرف زیادی دارد.
نوع دیگر این غذا «سیگا وت» نام دارد و با گوشت گاو تهیه می‌شود.